# Сененмут
Сененмут (Сенемут, Сенмут) (буквално „брат на майката“) е древноегипетски архитект, астроном и политик, един от най-могъщите, високопоставени и известни служители по време на ХVІІІ династия. В апогея на влиянието си той е главен настойник на Амон, настойник и преподавател на принцеса Неферур, довереник и предполагаем любовник на Хатшепсут, единствената жена фараон. Въпреки това, както ранната му кариера, така и обстоятелствата около неговата смърт и погребение са малко известни. През живота си е имал над 80 титли. Последната му пълна титла е „Наследствен принц, единствен приятел на фараона, пазител на печата, началник на съкровищницата, началник на дома на Амон, началник на тайнствата в този дом, началник на житницата на Амон, ръководител на всички царски дела, жрец на Амона, началник на стадата му, ръководител на празниците, възпитател на най-възрастната принцеса“.

## Биография
Социалният статус на семейството на Сененмут е предмет на дискусии. Родителите му Рамос и Хатнофер (Хатнефер, Хатнефрет) са грамотни, а по онова време само 5% от населението може да чете и пише. Затова британската египтоложка Джойс Тилдсли ги отнася към горната социална класа, а и защото, според нея, Сененмут не би имал такава блестяща кариера без да е грамотен. Вероятно семейството е пристигнало в Тива от град Юни (Юни-Монту), днешен Армант, разположен южно от Тива. Историците достигат до това заключение, тъй като Сененмут е почитал две местни богини – Рененутет и Юнит.
Рамос изглежда е умрял рано, в началото на кариерата на Сененмут и е получил просто погребение, но по-късно е пренесен в по-богата гробница, където е положен редом с децата си и съпругата си. Сененмут има поне трима братя – Аменемхет, Минхотеп и Пайри и две сестри – Аххотеп и Нофретор, но нито един от тях не е имал висок пост и само Минхотеп се споменава без връзка с брат си.
Не е известен нито един паметник на Сененмут преди периода на царуването на Хатшепсут. Предполага се, че кариерата му започва по време на управлението на Тутмос I, вероятно в армията като отговорник за печата или като служител в Залата за аудиенции, но няма окончателни доказателства за това. Възможно е издигането му да става малко по-късно – при Тутмос II, който го назначава за възпитател и настойник на принцеса Неферур и велик управител при Съпругата на Бога (Хатшепсут), но няма окончателни доказателства кога точно се е случило това.

## Архитектура
Кариерата на Сененмут рязко тръгва нагоре когато Хатшепсут става фараон след смъртта на съпруга си Тутмос II. Царицата му поверява изработката на двата обелиска в Асуан, предназначени за строителството на храма на Амон в Карнак. Позволява му да постави три свои статуи в Карнак, две от които го изобразяват заедно с Неферур, както и да разкопае едно светилище в Гебел ел-Силсила. Вероятно след седмата година от царуването на Хатшепсут е повишен в началник на дома на Амон.
Предполага се, че той е и архитектът на Заупокойния храм на Хатшепсут в Дейр ел-Бахри.Това е най-ранната голяма архитектурна структура на ХVІІІ династия и една от най-впечатляващите, както и най-мащабното и най-разкошното творение на Сененмут, неговият шедьовър. Мястото му е много внимателно избрано и съобразено с астрономическите събития в посока на източния хоризонт, който включва Луната, Слънцето, съзвездието Орион и звездата Сириус. Комплексът се налага над околния пейзаж със своето великолепие, разнообразие и размери. Състои се от три огромни тераси и серия колонади, разположени една над друга и свързани с дълги, наклонени рампи. Рампите и колонадите повтарят линията на скалите и така целият комплекс се вписва органично в околната среда.
Подходът към него минава по пътя на сфинксовете, а в миналото на терасите са били обособени градини с цветя, храсти, езерца и дървета. На всяка тераса са разположени градина, портици с колонади и светилища, които навлизат дълбоко в скалите. От двете страни на рампите е изградена галерия, носена от двоен ред колони. Подобна галерия е построена и по западната страна на второ ниво със страничните светилища на Анубис и Хатор. На най-горното ниво има зала с колони и още няколко светилища.
Архитектът има достатъчно богатство и политическа власт, за да създаде за себе си погребален комплекс в западната част на Тива, състоящ се от две отделни гробници – недовършената TT353 и TT71. Гробниците на повечето приближени на фараона през Новото царство разполагат със светилище за извършване на ритуали, свързано със същинската гробница. Сененмут разделя тези два основни елемента, като TT353 е предназначен за погребението му и има дълъг и криволичещ проход, така че камерата да е разположена под двора на храма на Хатшепсут. Светилището към него TT71 е съвсем отделно, врязано в хълма на Дейр ел-Бахри, на известно разстояние от южната страна на пътя към храма на Хатшепсут. В него е открита статуя, издълбана в дълбока ниша над фасадата, изобразяваща Сененмут и Неферур, дъщерята на Хатшепсут.
За тях Хатшепсут му подарява кварцитен саркофаг, който остава недовършен. В ТТ353 са открити и около 150 остракона, които говорят за някои от интересите на Сененмут. Това са глинени плочки или части от тях, върху които има рисунки, списъци, изчисления, различни доклади и дори литературни произведения. Разрушените надписи в гробница TT71, вероятно са съдържали текстови фрагменти, които дават известна информация за началото на кариерата му.
През 1936 г. експедиция на Метрополитън музей разчиства хълма в подножието на светилището на Сененмут (TT 71). Под отломките са открити редица отделни погребения, както и запечатана врата, която води към гробната камера, която архитектът подготвя за възрастната си майка. Гробницата е оборудвана с храна, вино, бельо и лични вещи, които да придружат Хатнофер в отвъдното. Тя служи като последен дом и на редица роднини на Сененмут, починали, когато семейството е било по-неизвестно, и прехвърлени в него от друго гробище. Те включват баща му Рамос, три млади жени и три деца.

## Връзка с астрономията
Друг аспект на кариерата му е интересът към астрономията. Най-ранните известни звездни карти в Египет са намерени като основна част от декора по тавана на гробница TT 353 на Сененмут в Тива, на Западния бряг на Нил. Таванът е разделен на две половини, представящи Северното и Южното небесни полукълба. По Южното има списък на звезди и е украсен с принадлежащи към него съзвездия като Орион и Голямото куче. Освен това са показани планетите Юпитер, Сатурн, Меркурий и Венера и свързаните с тях божества, които пътуват с малки лодки по небето. По този начин са отбелязани часовете през нощта. На Северното са изобразени съзвездия, разположени на него, с център Голямата мечка, а останалите не могат да бъдат идентифицирани. Отдясно и отляво има 8 или 4 кръга, а под тях няколко божества, всяко от които носи слънчев диск към центъра на картината. Надписите, свързани с кръговете, маркират оригиналните месечни тържества в лунния календар, докато божествата отбелязват първите дни на лунния месец.
Картата на Южното полукълбо показва специфично разположение на планетите около ректасцензията (една от координатите на звездното небе) на Сириус. Четирите планети Юпитер, Сатурн, Меркурий и Венера са относително лесно разпознаваеми. Планетата Марс не е включена в групата и на пръв поглед изглежда, че липсва на картата. Тя обаче е представена от празна лодка на запад. Това изглежда се отнася до факта, че Марс е бил ретрограден, така че при това видимо обратно движение (добре известно явление за египтяните), планетата вероятно не е смятана за „конкретна“. Използвайки тези факти, египтолозите успяват да уточнят, че тази конкретна конфигурация на планетите е настъпила в небето през 1534 г. пр.н.е.

## Отношения между Сененмут и Хатшепсут
Сененмут оставя 25 статуи на собствената си личност и редица изображения в построените за Хатшепсут сгради. Образите му с Неферур са първите от този вид – на възпитател и принцеса. Той е и първият човек, изобразен, предлагащ свещения систрум на един от боговете, първият, нарисуван с въже на земемер и първият, изобразен, държащ в ръцете си храм. Образът му на личност, обожествяващ царицата, е изрисуван на стената зад една от вратите на Заупокойния храм на Хатшепсут. Тъй като изображението би било закрито при отворена врата, понякога се предполага, че Сененмут не е имал разрешение да добавя образа си в храма, но това изглежда малко вероятно. Друго предположение за местоположението на изображението е, че не е било приемливо да се демонстрира личната връзка между Хатшепсут и Сененмут.
Вероятно Сененмут никога не се е женил, нито е имал деца, което е доста необичайно в древноегипетското общество. Той е изобразяван или самостоятелно или заедно с родителите си, но никога с жена или деца. Някои коментатори предполагат, че Сененмут и Хатшепсут са били любовници, а някои дори предполагат, че Неферур е негова дъщеря, въпреки че това е много по-малко вероятно. Съществуват и някои условни доказателства за това – статуята на Сененмут и Неферур, при която принцесата изглежда се появява от тялото му.
За отношенията му с царицата се съди и по други изображения и надписи – на неназован фараон и обикновен човек в еротична поза, за които се предполага, че са Хатшепсут и Сененмут. В надписи, оставени от архитекта, той се описва като „обичан от своя господар“ и допълва „влязох в тайните на дамата на двете земи“, което може да се приеме като твърдение за сексуална връзка между царицата и нейния служител. Според някои историци е възможно истината да е била друга – Сененмут да е изтъкнат като най-лоялен служител, подкрепян от царицата или още по-вероятно – да е бил манипулатор, който всъщност държи властта зад трона.

## Забрава
След смъртта на Сененмут много от скулптурите му са изпочупени, а изображенията и надписите с името му – изстъргани. Не е ясно как или кога е починал или къде е бил погребан и няма доказателства, че е бил положен в някоя от гробниците си. За последен път името му се споменава в неформален документ от 16-а година от управлението на Хатшепсут.
Що се отнася до края на живота на Сененмут, съществуват повече спекулации, отколкото факти. Предполага се, че Сененмут е загубил благоразположението на Хатшепсут, или на Тутмос III. Друго предположение е, че унищожаването на спомена за него е станало по време на управлението на Ехнатон, защото името му включва това на съпругата на Амон, Мут. И все пак информация за него е запазена, тъй като не всичко е унищожено. В някои случаи е изстърган неговият образ, но не и името му. А в други случаи е премахнато само името му, а изображенията запазени. Унищожени са единствено три от статуите, тези, които изобразяват Хатшепсут и Сененмут, което поражда съмнение, че причината е в Тутмос III. Всъщност нищо не може да се твърди със сигурност.
- Статуи на Сененмут
- Сененмут с навито земемерско въже
- Сененмут и Неферур (Египетски музей, Кайро)
- Сененмут и Неферур (Британски музей, Лондон)
- Бруклински музей
- Сененмут със символа на Хатор (Държавен музей на египетското изкуство (Мюнхен))
- Сененмут със ситрум (Метрополитън музей)

- Гробница ТТ353
- Астрономичният таван (Метрополитън музей)
- Фалшива врата (Новият музей в Берлин)
- Капак на съд (Метрополитън музей)
- Глава на чук с форма на мида (Метрополитън музей)
- Лампа (Метрополитън музей)
- Инструменти (Метрополитън музей)

- Светилището-гробница TT71
- Антропоиден женски саркофаг (Метрополитън музей)
- Релеф върху варовик – жена с лотос (Музей на изкуствата в Лос Анджелис)
- Детайл от тавана (Метрополитън музей)
- Фриз на Хатор (Метрополитън музей)
- Кана с ленено парче плат (Метрополитън музей)
- Декор от тавана (Метрополитън музей)

- Остракони
- Вероятен профил на Сененмут (Метрополитън музей)
- Метрополитън музей
- Метрополитън музей
- Глава на бик (Метрополитън музей)
- Художествена скица на Сененмут (Метрополитън музей)
- Камък с името на Сененмут (Метрополитън музей)